# Т. Г. Шевченко (1991)
Т. Г. Шевченко (до 1992 року — «Тарас Шевченко») — до 2010 року український річковий круїзний чотирипалубний теплохід. Теплохід був побудований у 1991 році в місті Бойценбург (Німеччина), та належав до теплоходів проекту 302МК «Дмитро Фурманов». Порт приписки — Актау.
Капітан «Т. Г. Шевченко» (2003) Анатолій Кот. 

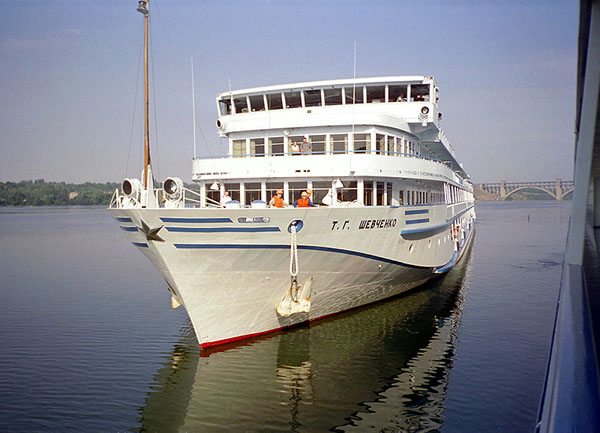
Т. Г. Шевченко на річці Дніпро в Запоріжжі у 2000 році
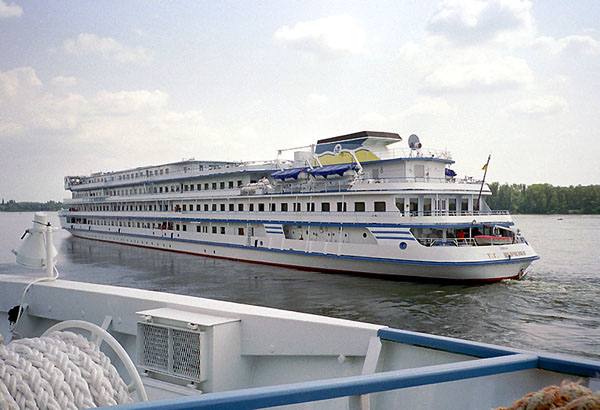
Т. Г. Шевченко на річці Дніпро в Кременчуці‎ у 2000 році
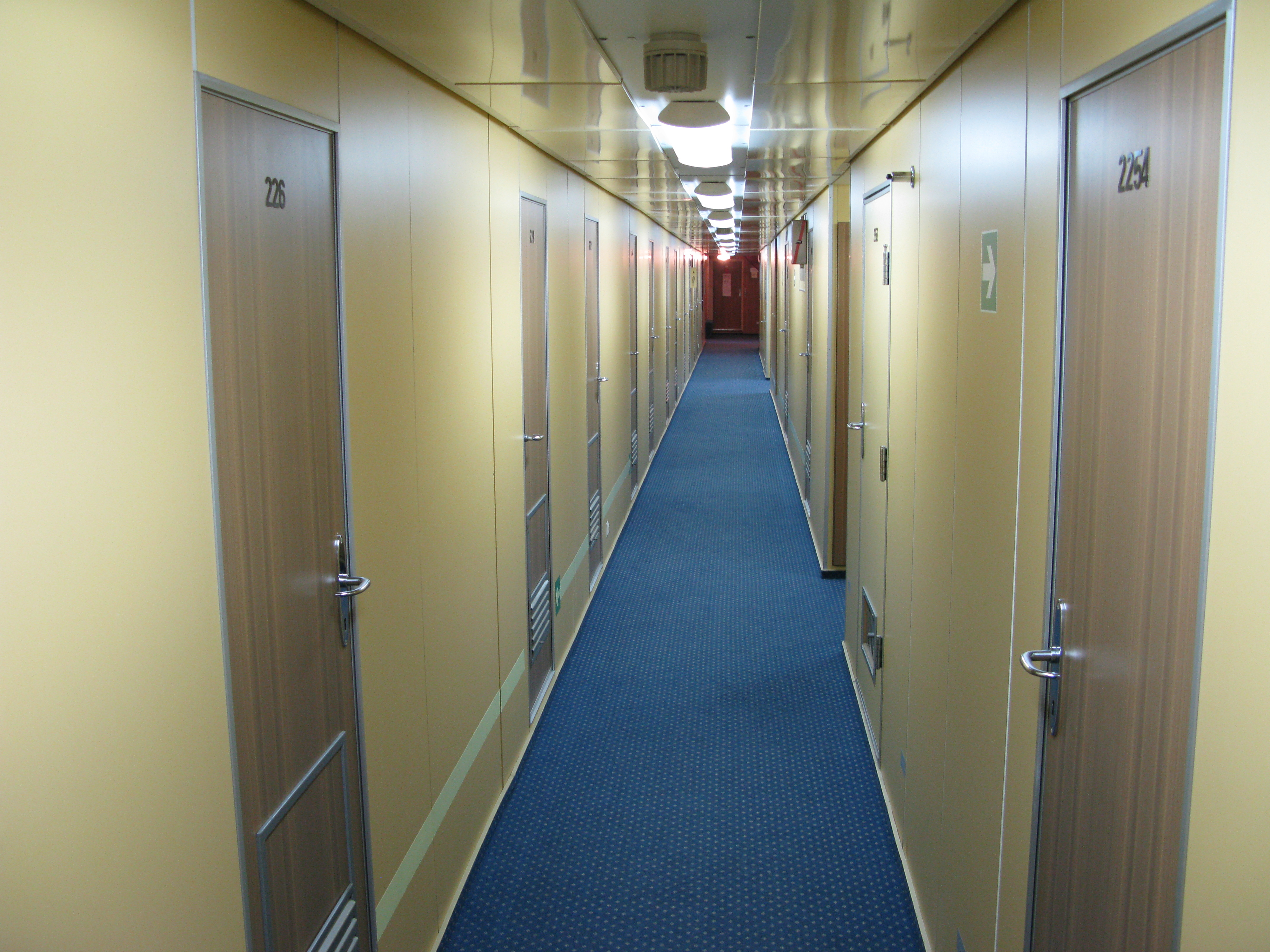
Коридор між каютами на Т. Г. Шевченко